# Lijst van ruiters
Dit is een lijst van ruiters, amazones en menners in alle disciplines van de ruitersport, van diverse nationaliteiten.

## A
- Jolanda Adelaar,  Nederland
- Christian Ahlmann,  Duitsland
- Edwina Alexander,  Australië
- Jack Ansems,  Nederland
- Leopold van Asten,  Nederland

## B
- Coby van Baalen,  Nederland
- Gilles Bertrán de Balanda  Frankrijk
- Marten von Barnekow,  Duitsland
- Tineke Bartels,  Nederland
- Otto Becker,  Duitsland
- Ludger Beerbaum,  Duitsland
- Markus Beerbaum,  Duitsland
- Ina Beuving,  Nederland
- Renate Beuving,  Nederland
- Ellen Bontje,  Nederland
- Roger-Yves Bost,  Frankrijk
- Heinz Brandt,  Duitsland
- Roelof Bril,  Nederland
- David Broome,  Verenigd Koninkrijk
- Gert-Jan Bruggink,  Nederland

## C

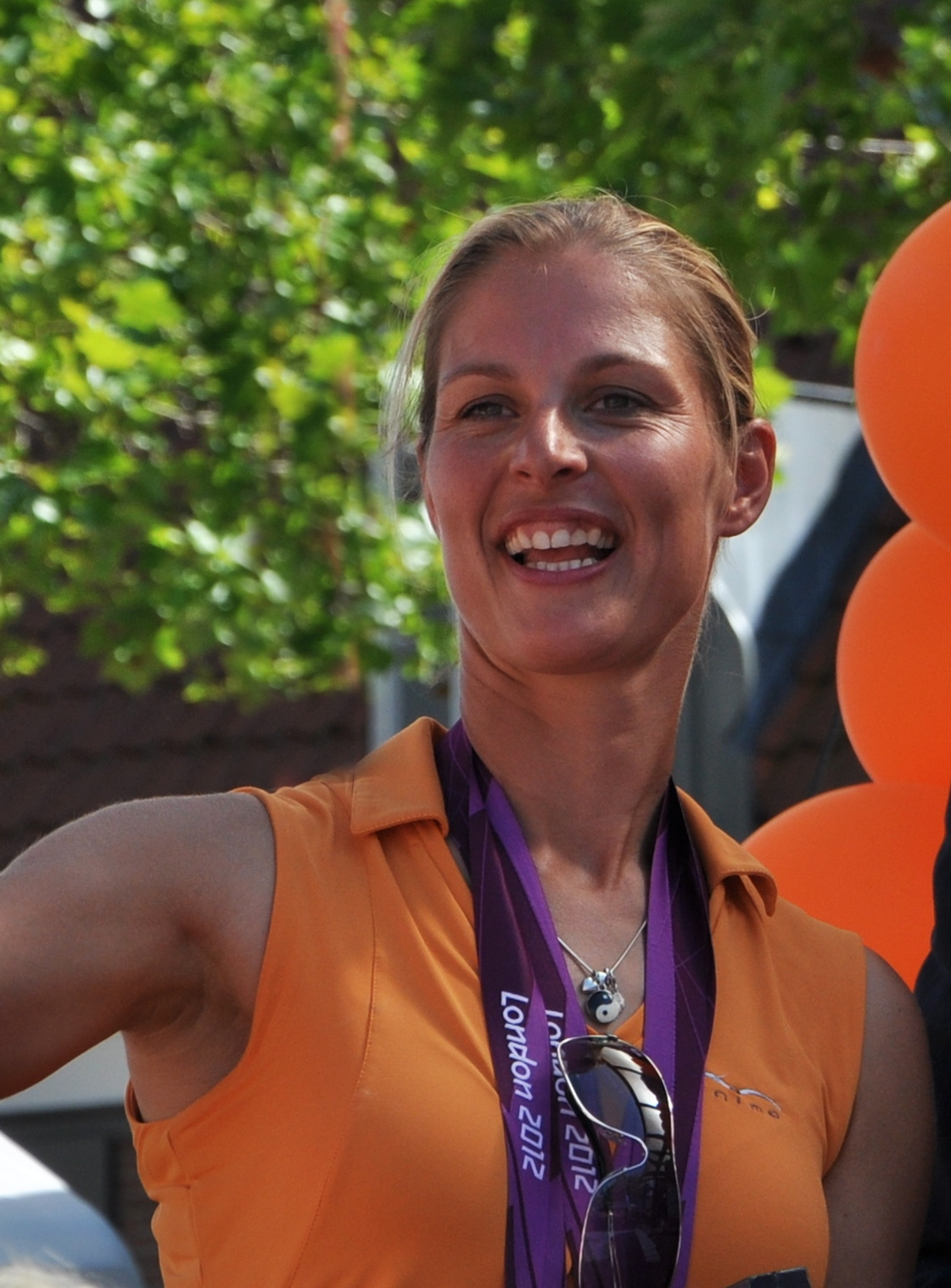
Adeline Cornelissen (2012)

- Federico Caprilli,  Italië (1868-1907)
- IJsbrand Chardon (menner),  Nederland
- Antonius Colenbrander,  Nederland (1889-1929)
- Adelinde Cornelissen,  Nederland
- Vanessa Costa  België  Italië
- Daniel Coyle  Ierland
- Clarissa Crotta  Zwitserland
- Edgar Cüpper  Luxemburg

## D

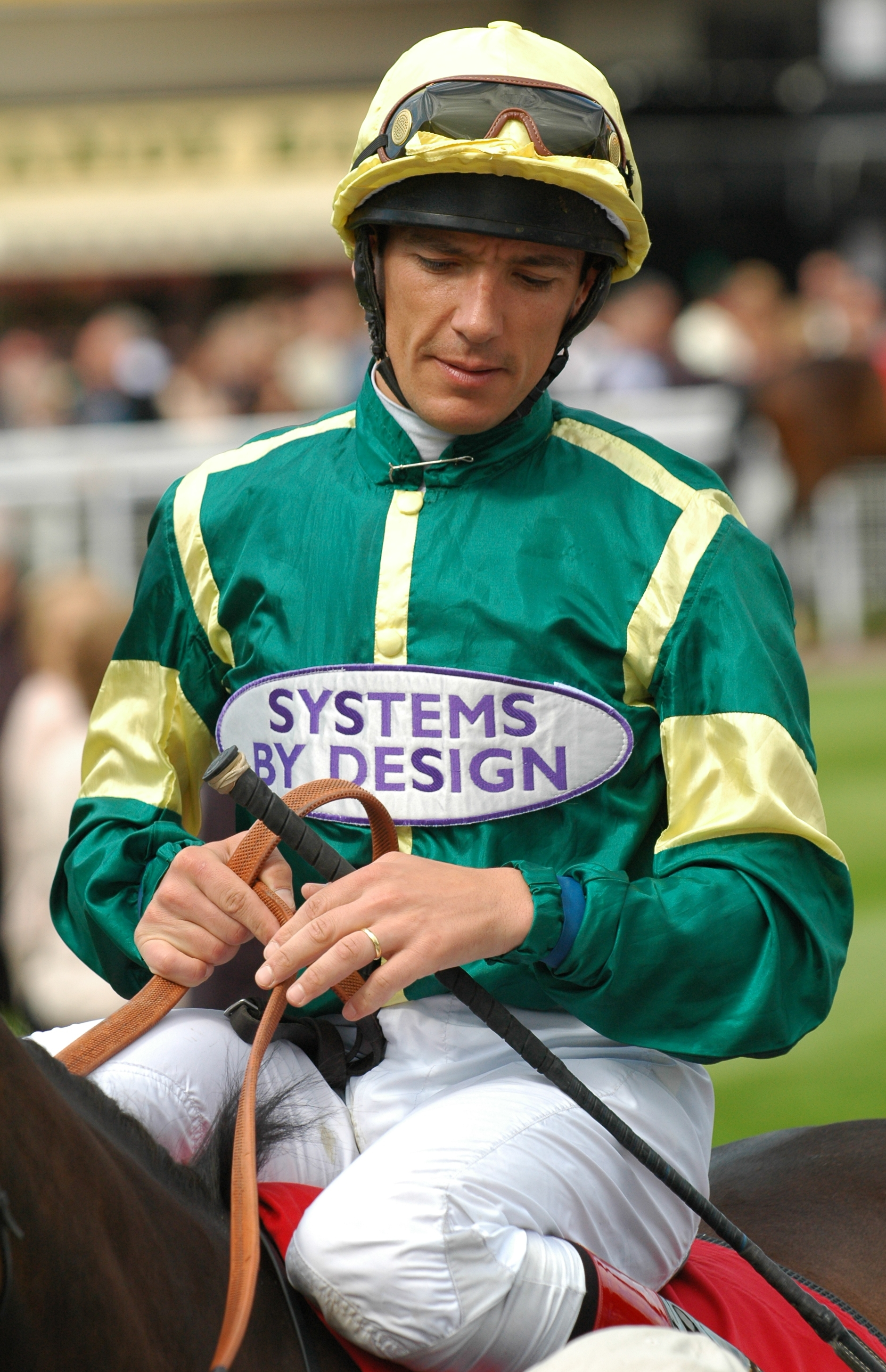
Frankie Dettori (2005)

- Jenni Maria Dahlman,  Finland
- Paul Darragh,  Ierland
- Piet van Delden (menner),  Nederland
- Dirk Demeersman,  België
- Dries De Cock,  België
- Frankie Dettori,  Italië
- Daniel Deusser,  Duitsland
- Luciana Diniz,  Portugal
- Karin Donckers,  België
- Jan van Dooyeweerd,  Nederland
- Jeroen Dubbeldam,  Nederland
- Marcel Dufour,  Nederland
- Charlotte Dujardin,  Verenigd Koninkrijk
- Fabrice Dumartin,  Frankrijk
- Pierre Durand,  Frankrijk

## E
- Anton Ebben,  Nederland
- Henrik von Eckermann  Zweden
- Marcus Ehning,  Duitsland
- Rob Ehrens,  Nederland
- Robbert Ehrens, (jr.)  Nederland
- Joan Eikelboom,  Nederland
- Julien Epaillard  Frankrijk
- Daniel Etter,  Zwitserland

## F
- Charlotte Fry  Engeland
- Dick Francis,  Verenigd Koninkrijk
- Thomas Frühmann,  Oostenrijk
- Markus Fuchs,  Zwitserland
- Thomas Fuchs,  Zwitserland

## G
- Edward Gal,  Nederland
- Christophe Gallier,  Frankrijk
- Juan Carlos Garcia,  Italië
- Peter Geerink,  Nederland
- Gianni Govoni,  Italië
- Tim Gredley,  Verenigd Koninkrijk
- Johan Greter,  Nederland
- Willem Greve,  Nederland
- Ineke de Groot,  Nederland
- Anky van Grunsven,  Nederland
- Steve Guerdat,  Zwitserland
- Geir Gulliksen,  Noorwegen

## H

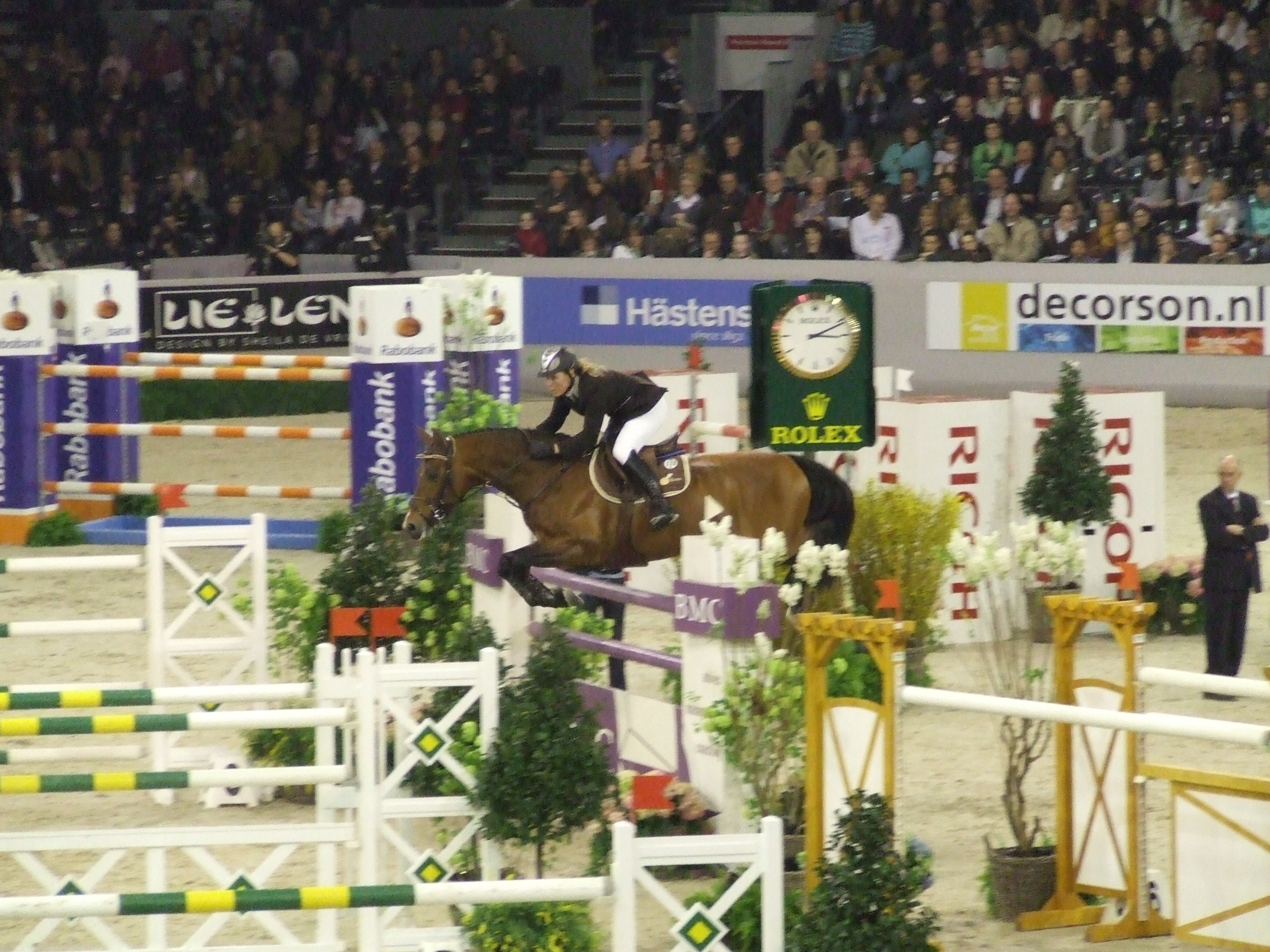
Angelique Hoorn

- Jeannette Haazen,  Nederland
- Dirk Hafemeister,  Duitsland
- Willy van der Ham,  Nederland
- Johan Heins,  Nederland
- Emile Hendrix,  Nederland
- Hans Heus, (menner),  Nederland
- Ernst Hofschrör,  Duitsland
- Angelique Hoorn,  Nederland
- Marc Houtzager,  Nederland
- Julia Houtzager-Kayser,  Oostenrijk
- Jill Huijbregts,  Nederland
- Kim Hyung-chil,  Zuid-Korea

## I
- Anne d'Ieteren,  België
- Piero D'Inzeo,  Italië
- Raimondo D'Inzeo,  Italië

## J
- Sjef Janssen,  Nederland

## K
- Jessica Kürten,  Ierland
- Annemarie Keijzer,  Nederland
- Candice King,  Verenigde Staten
- Ulrich Kirchhoff,  Duitsland
- Reiner Klimke,  Duitsland
- Norbert Koof,  Duitsland
- Henk van der Kraats,  Nederland
- Laura Kraut,  Verenigde Staten
- Gerard de Kruijff,  Nederland
- Marco Kutscher,  Duitsland

## L
- Eric Laenen,  België
- Helen Langehanenberg,  Ierland
- Jos Lansink,  België
- Philippe Le Jeune,  België
- Dermott Lennon,  Ierland
- Dinja van Liere  Nederland
- Laurens van Lieren,  Nederland
- Jelle Limbourg  België
- Tim Lips,  Nederland
- Alfons Lütke-Westhues,  Duitsland

## M
- Jan Maathuis,  Nederland
- Beezie Madden,  Verenigde Staten
- François Mathy,  België
- Patrick Mc Entee  België
- Melissa Engels  België
- Gerd Meijer,  Duitsland
- Willi Melliger  Zwitserland
- Meredith Michaels-Beerbaum,  Duitsland
- Hans Peter Minderhoud,  Nederland
- Álvaro Affonso de Miranda Neto,  Brazilië
- Jens De Munck,  België

## N
- Lars Nieberg,  Duitsland
- Henk Nooren,  Nederland
- Lisa Nooren,  Nederland

## O
- Cian O'Connor,  Ierland
- Nuno Oliveira,  Portugal
- Jan Onrust,  Nederland
- Pierre Jonquères d'Oriola,  Frankrijk

## P
- Charles Pahud de Mortanges,  Nederland
- Nelson Pessoa,  Brazilië
- Rodrigo Pessoa,  Brazilië
- James Peeters,  België
- Sabine Peters,  Nederland
- Ludo Philippaerts,  België
- Nicola Philippaerts,  België
- Thierry Pomel,  Frankrijk
- Malcolm Pyrah,  Verenigd Koninkrijk

## R
- Piet Raijmakers,  Nederland
- Piet Raijmakers jr.,  Nederland
- Fred Rickaby,  Verenigd Koninkrijk
- Maartje van Riel,  Nederland
- Bert Romp,  Nederland
- Koos de Ronde, (menner),  Nederland
- Sven Rothenberger,  Duitsland
- Riny Rutjens,  Nederland

## S
- Mikhail Safronov,  Rusland
- Petra van de Sande,  Nederland
- Annemarie Sanders,  Nederland
- Nathalie zu Sayn-Wittgenstein-Berleburg,  Denemarken
- Imke Schellekens-Bartels,  Nederland
- Manfred Schildt,  Duitsland
- Alwin Schockemöhle,  Duitsland
- Paul Schockemöhle,  Duitsland
- Gerco Schröder,  Nederland
- Frank Schuttert,  Nederland
- Diederik van Silfhout,  Nederland
- Hugo Simon,  Oostenrijk
- Nick Skelton,  Verenigd Koninkrijk
- Franke Sloothaak,  Duitsland
- Robert Smith (springruiter),  Verenigd Koninkrijk
- Harvey Smith,  Verenigd Koninkrijk
- Harrie Smolders,  Nederland
- Jurgen Stenfert,  Nederland
- Eddy Stibbe,  Nederland
- Joop Stokkel,  Nederland
- Thierry Storme,  België
- Elly Strassburger,  Nederland
- Conor Swail,  Ierland
- Mark Schuiling,  Nederland

## T
- Uriel Taken,  Nederland
- Arjen Teeuwissen,  Nederland
- Fritz Thiedemann,  Duitsland
- Leon Thijssen,  Nederland
- Jan Tops,  Nederland
- Billy Twomey,  Ierland

## U
- Nicole Uphoff,  Duitsland

## V
- Jean-Claude Van Geenberghe,  België
- Tjeerd Velstra (Menner),  Nederland
- Pedro Veniss,  Brazilië
- Bert Vermeir,  België
- Sjerstin Vermeulen,  Nederland
- Paul Viel,  Frankrijk
- Tommie Visser,  Nederland
- Eric van der Vleuten,  Nederland
- Maikel van der Vleuten,  Nederland
- Sanne Voets,  Nederland
- Albert Voorn,  Nederland
- Vincent Voorn,  Nederland
- Dolf van der Voort van Zijp,  Nederland
- Jur Vrieling,  Nederland
- Anne van Vulpen,  Nederland

## W
- Karl Wechselberger,  Oostenrijk
- Isabell Werth,  Duitsland
- Theo Weusthof,  Nederland (1940-1999)
- Gerd Wiltfang,  Duitsland
- Hans Günter Winkler,  Duitsland
- John Whitaker,  Verenigd Koninkrijk
- Michael Whitaker,  Verenigd Koninkrijk
- Harry Wouters van den Oudenweijer,  Nederland (1933-2020)
- Peter Wylde,  Verenigde Staten

## Z
- Albert Zoer,  Nederland
- Bert Jan Zuidema,  Nederland